# 门达维亚
门达维亚（西班牙語：Mendavia）是西班牙纳瓦拉的一个市镇。总面积78平方公里，总人口3694人（2001年），人口密度47人/平方公里。